# Allium mirum
Allium mirum — вид рослин з родини амарилісових (Amaryllidaceae); поширений в Афганістані.

## Опис
Цибулини майже кулясті, більш-менш самотні. Стеблини 20–40 см заввишки. Листки від еліптичних до вузько-яйцюватих, сизі, до 30 см завдовжки. Зонтики кулясті, діаметром 5–9 см, багатоквіткові. Квітки широко-дзвінчасті, до 1.2 см завдовжки, від світло-коричнювато-пурпурних до майже білих з темною жилкою.

## Поширення
Поширений в Афганістані.